# Kattarp
Kattarp est une localité de Suède dans la commune d'Helsingborg en Scanie.
Sa population était de 748 habitants en 2019.